# Club de Remo Ibaialde
El Club de Remo Ibaialde es un club deportivo francés que ha disputado regatas en todas las categorías y modalidades de banco fijo, bateles, trainerillas y traineras desde su fundación en 1998. En 2017 participó en la liga ABE.

## Historia
La asociación fue creada en 1980, pero la sección de remo en 1998 gracias a la ayuda del Club de Remo Zarauz y de Ur Joko. Desde 2001 han sacado trainera en regatas de entrenamiento de pretemporada, y ya desde 2009 participan en las regatas organizadas por la liga ABE. A su vez, en 2017, su equipo sénior se unió a Ur Joko, Aviron Bayonnais y a la Societé Nautique de Baiona para fundar un nuevo club, el Club de Remo Lapurdi. Comenzaron a disputar la liga ARC en su segunda categoría, y terminaron como ganadores tras obtener 248 puntos, nueve puntos más que su inmediato seguidor San Juan B. Obtuvieron 12 banderas, y en 2018 disputarán la ARC-1.